# 牛島 (香川県)
牛島（うしじま）は、香川県丸亀市にある島。

## 概要
丸亀市の北7.7kmに位置する、周囲4.2km、面積0.84平方キロメートル、標高95mの島である。塩飽諸島中4番目に小さい。
島の名は島で牛が放牧されていたから、あるいは島の形が牛が寝そべっている姿に似ているからという。
里浦と小浦の2集落があり、ノリ、ワカメを中心とした養殖漁業と、瀬戸内の温暖な気候を利用した温州ミカンの栽培が主要産業であった。江戸時代には「内海の海上王」といわれた丸尾五左衛門の廻船の本拠地となっていた。
人口減少により、2018年（平成30年）4月1日現在の人口は5世帯8人である。

## 主な出来事
- 1979年（昭和54年）3月22日、鍋島灯台沖合でタンカーと貨物船が衝突。流出した原油の一部がオイルボールとなって海岸に漂着[6]。

## 交通
丸亀港より本島汽船が運航。フェリーは寄港せず旅客船のみである。
- 丸亀 - 牛島 - 本島[7]

丸亀 - 本島を結ぶ旅客船のうち1.5往復が牛島に寄港する。その他に本島 - 牛島に旅客船1往復がある。
丸亀港→里浦港（15分）／本島港→里浦港（5分）
島内には、バスやタクシーなどの公共交通機関が無いので、移動は徒歩になる。

## 施設
島内に郵便局や金融機関、教育施設、医療機関などは無い。
また、物品（食料品・日用品）を買える場所や自動販売機も無い。
- 里浦港 - 里浦集落内にある丸亀や本島へ行く旅客船が着く港。
- 丸亀市牛島集会場 - 島の避難場所に指定されている。
- 極楽寺 - 里浦集落の奥に位置する寺で丸亀市の指定文化財である。江戸時代に鋳造された梵鐘がある。
- 池神社
- 赤灯台（牛島灯標）
- 牛島ガーデンクラブ
- アイランドガール - 古民家を活用したゲストハウス。2000年頃に1号館を開業、2018年に3号館を開業[9]。
  - ボンハウス（廃業） - 同建物（1号館）で以前に東京出身の柴田勝弘が経営していた簡易宿[10]。テレビ朝日『トゥナイト』のロケで訪れた野沢直子が宿泊したことがある[11]。